# Pirros II
Pirros II (en llatí Pyrrhus, en grec antic Πύῤῥος) fou fill del rei Alexandre II de l'Epir i la seva dona i germanastra Olímpies o Olimpíada (amb la que va tenir un altre fill, Ptolemeu, i una filla, Ftia).
Alexandre II va morir cap a l'any 242 aC i la seva dona Olímpies va assolir la regència en nom dels dos fills mascles, mentre la filla Ftia es va casar amb Demetri (després Demetri II de Macedònia). Pirros es va morir de mort natural el 238 aC i l'altre fill Ptolemeu el 235 aC. Olímpies va morir de pena al cap de poc temps. Aquesta és la versió de l'historiador Justí. Però Ateneu de Nàucratis diu que Olímpies va ser enverinada per Pirros II en revenja perquè havia fet matar una dama de Lèucada de nom Tigris a qui Pirros estimava.
La successió, després de la mort del seu germà Ptolemeu, que havia assumit el tron, va recaure en el seu fill Pirros III.